# 茶淀街道
茶淀街道，是中华人民共和国天津市滨海新区下辖的一个街道。
2013年12月19日，天津市民政局批复同意将河西街道、茶淀镇两街镇的行政区域合并，设立茶淀街道。
北京市监狱管理局清河分局位于茶淀街道境内。

## 行政区划
茶淀街道下辖以下地区：
五羊里社区、三明里社区、七星里社区、九龙里社区、宜春里社区、留园里社区、清园里社区、泰安里社区、崔庄村、茶东村、茶西村、前进西村、前进东村、新村西村、新村东村、留庄村、大辛村、西孟村、孟圈村、桥沽村、后沽村、宝田村、前沽村、崔兴沽村、李自沽村和茶淀工业园区社区。